# 市町村道
市町村道（しちょうそんどう）とは、道路法上の道路で、市町村及び特別区の区域内にあり、その地方公共団体の議会で路線が認定された道路である。管理は、その路線がある地方公共団体で行われる。

## 概要

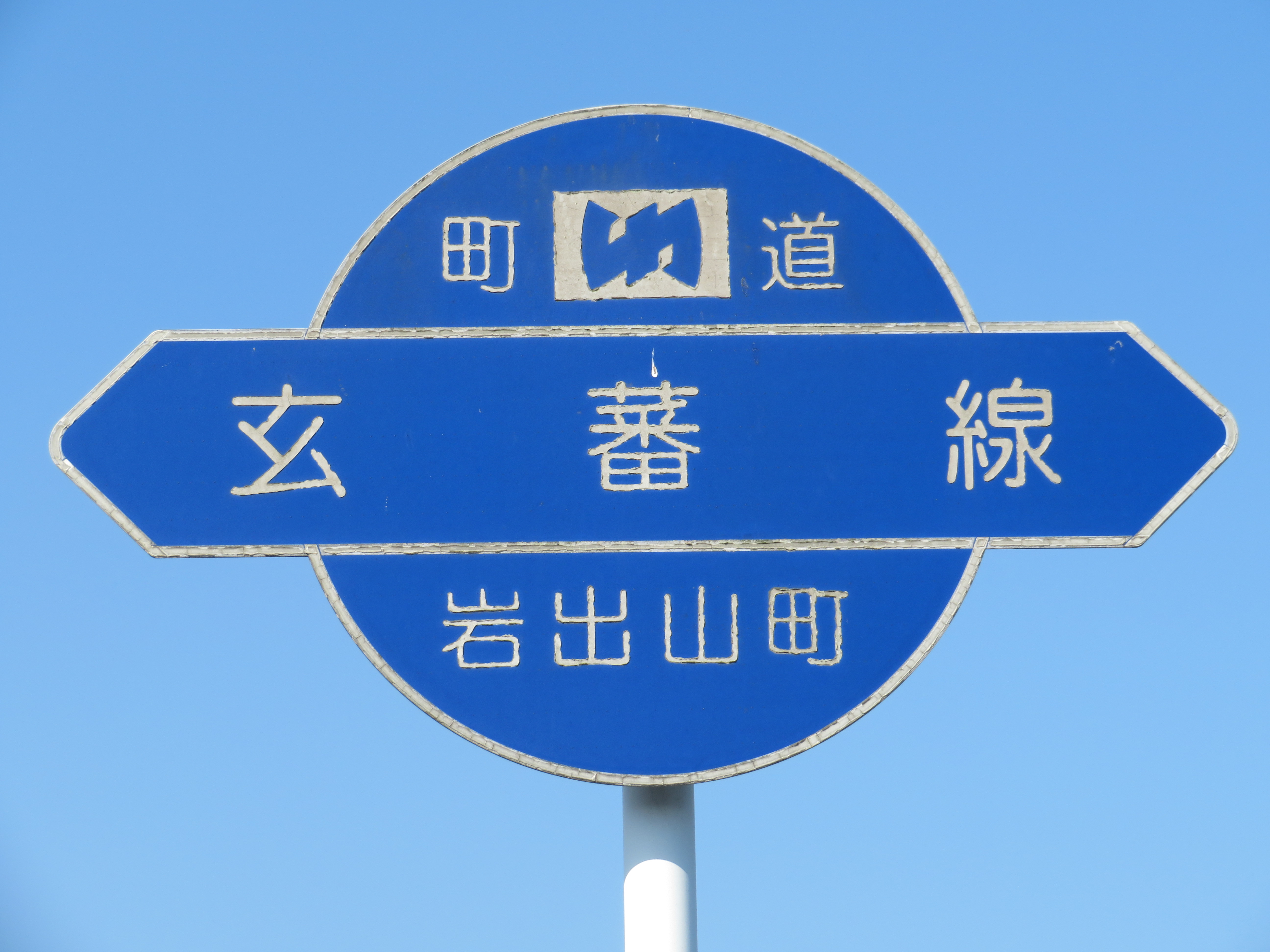
宮城県の岩出山町道（現大崎市道）に設置されている路線案内標識

市町村長がその市町村の区域内の部分について当該市町村議会の議決を経て路線を認定したもののことをいう（道路法第8条）。道路法で規定されているとおり、市町村道の認定は当該市町村長が行うもので、国土交通省など他機関は権限を持たない。ただし、他市町村の区域にわたるものについては、当該他の市町村長の承諾を要する。この場合、当該他の市町村長も、当該他の市町村議会の議決を経なければ、承諾できない。
市にあるものを市道（しどう。または「私道」と区別するために「いちどう」と呼ぶこともある）、町にあるものを町道（ちょうどう）、村にあるものを村道（そんどう）という。国道や都道府県道から分岐して、網目状に張り巡らされている末端の道路網で、いわゆる生活道路とよばれるもののほとんどは市町村道である。日本の道路総延長約121万キロメートルのうち、約84パーセントにあたる120万キロメートルは市町村道が占める。昔から有る行政区域内の道を公のものと認識し、市町村長が当該市町村の公道であると認定したものであれば、都市部の路地なども市町村道である。
東京都特別区は市についての規定を適用することになっており、市町村道に相当するものとして特別区の区域内に作られるものを特別区道（または単に区道）という。以下、市町村道と言う場合には特別区道も含むものとする。
なお、市道のうち国が主要地方道に指定している路線は、維持管理費の面で国から費用の補助を受けられる。

## 区別
市町村道は、大きく2つに分けられる。
- 幹線市町村道: 国道（高速自動車国道・一般国道）を補完し、都道府県道（主要都道府県道・一般都道府県道）とともにその地方の幹線道路網を構成する道路
- 一般市町村道: それ以外の市町村道。日常生活に必要となる生活道路

市町村道は膨大な延長があるため、特に幹線市町村道を優先して整備が行われている。幹線市町村道は、その重要度に応じて幹線一級市町村道、幹線二級市町村道に分けられている。

### 幹線一級市町村道
- 都市計画決定された街路

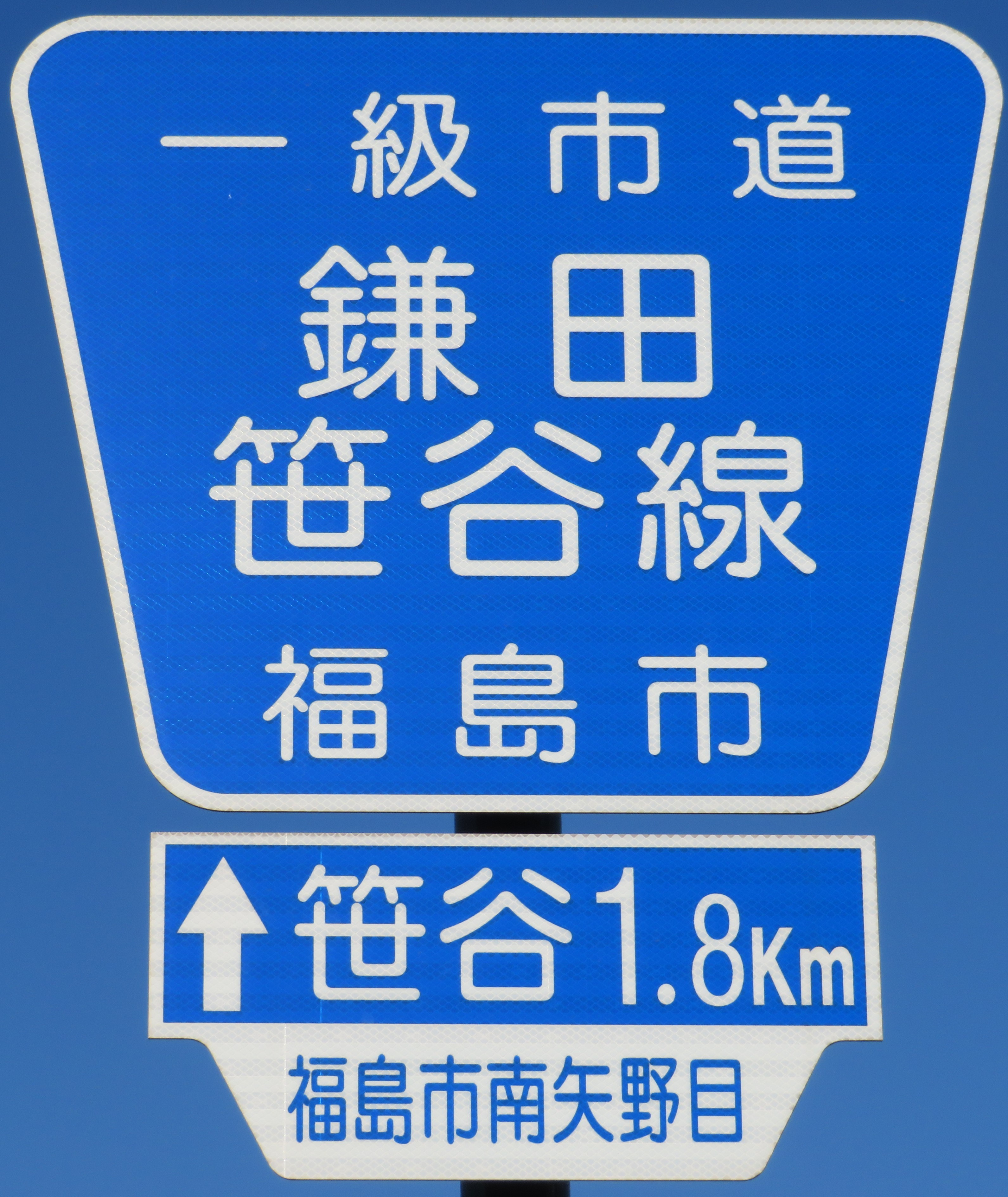
福島市道の路線案内板

- 主要集落（戸数50戸以上）と、その集落と密接な関係にある他の主要集落とを連絡する道路など

### 幹線二級市町村道
- 集落（戸数30戸以上）同士を連絡する道路
- 集落と、その集落と密接な関係にある一般国道、都道府県道、幹線一級市町村道とを連絡する道路など

## 通行困難区間
狭隘道路や、オフロードの区間も全国的に多数存在する。このほか、指定されている区間のなかには登山道相当のものや、人の通れる道がないものなどがあり、その多くは事実上、道路としての機能が大幅に抑制されているか機能していない。
主に道路踏破を趣味とする者たちの一部には、整備不十分な国道を「酷道」と揶揄した表現をするように、整備不十分な市道を「死道」と表現することがある。